# Supercoupe de Belgique de football 1985
La Supercoupe de Belgique 1985 est un match de football qui a été joué le 5 août 1985, entre le vainqueur du championnat de division 1 belge 1984-1985, le RSC Anderlecht et le vainqueur de la coupe de Belgique 1984-1985, le Cercle Bruges.
Le RSC Anderlecht remporte le match 2-1, et sa première Supercoupe de Belgique.

## Feuille de match
| 5 août 1985 | RSC Anderlecht | 2-1 | Cercle Bruges | Stade Constant Vanden Stock, Anderlecht |  |
|             |                |     |               |                                         |  |